# Saduriella losadai
Saduriella losadai is een pissebed uit de familie Chaetiliidae. De wetenschappelijke naam van de soort is voor het eerst geldig gepubliceerd in 1964 door Lipke Holthuis.